# Dominio de Obama

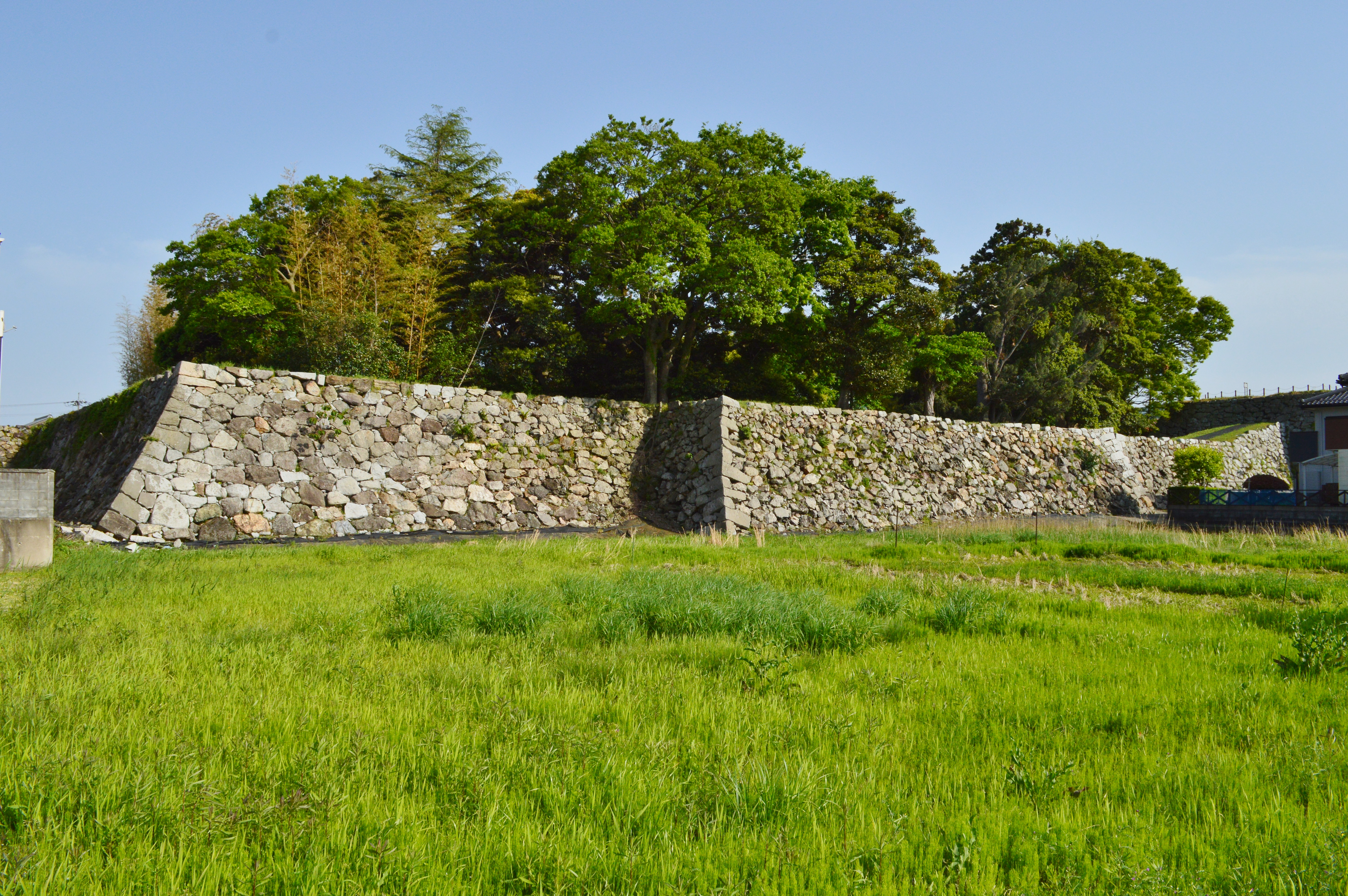
Ruinas del Castillo de Obama (en Fukui)

El dominio de Obama (小 浜 藩, Obama-han) fue un dominio feudal Fudai del período Edo de Japón. Se encuentra en la provincia de Wakasa, en la región de Hokuriku de la isla de Honshū. El dominio se centró en el castillo de Obama, ubicado en el centro de lo que hoy es la ciudad de Obama en la prefectura de Fukui.

## Historia
Obama fue un importante puerto marítimo desde la antigüedad debido a su proximidad a la capital de Japón. En el período Sengoku, la provincia de Wakasa estaba controlada por varios señores de la guerra locales, incluida una rama del clan Takeda. Bajo Toyotomi Hideyoshi, había sido otorgado al sobrino de Hideyoshi, Kinoshita Katsutoshi. Kinoshita no participó en la decisiva batalla de Sekigahara en 1600 y el victorioso Tokugawa Ieyasu lo privó de Obama porque no había apoyado activamente al lado ganador.

### Bajo el clan Kyōgoku

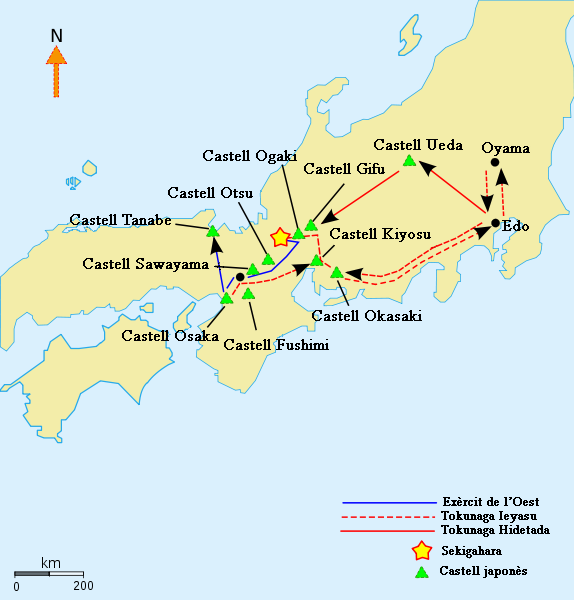
Movimientos militares durante la batalla de Sekigahara

Con el establecimiento del shogunato Tokugawa, Tokugawa Ieyasu otorgó toda la provincia de Wakasa a Kyōgoku Takatsugu como recompensa por su liderazgo durante el asedio de Ōtsu. En la misma semana que la Batalla de Sekigahara, Takatsugu no pudo sostener el Castillo Ōtsu; pero el resultado en Sekigahara marginó cualquier consecuencia adversa de su derrota. Al trasladar Takatsugu a Obama, el shogunato reconoció efectivamente que el papel de Tadatsugu en la victoria en Sekigahara fue fundamental. El asedio alejó a los hombres del conjunto masivo de fuerzas que los Tokugawa enfrentaron en Sekigahara, lo que significaba que los atacantes en Ōtsu no estaban disponibles para aumentar el ejército anti-Tokugawa en Sekigahara.
En 1607, el hijo de Tadatsugu, Tadataka, se casó con la cuarta hija de Shōgun Tokugawa Hidetada. Dos años después, Tadataka se convirtió en daimyo cuando su padre murió en 1609. Tadataka fue transferido al Dominio Matsue en la provincia de Izumo en 1634.
Bajo el clan Kyōgoku, Obama fue reconstruido en un jōkamachi y un centro para la red de comercio costero kitamaebune entre Ezo y la región de Kansai. El Kyōgoku también comenzó la construcción del castillo de Obama, pero aún no estaba terminado en el momento de su transferencia.

### Bajo el clan Sakai

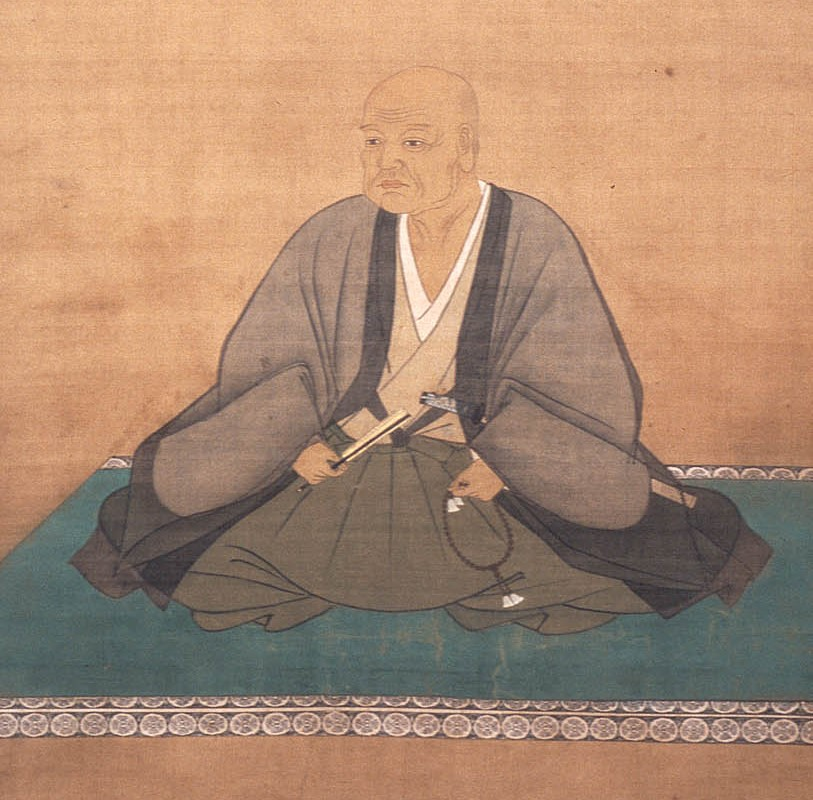
Sakai Tadakatsu, Shogun de Obama desde 1634 hasta 1656

En el año 1634, Sakai Tadakatsu de una rama cadete del clan Sakai en el Dominio de Kawagoe en la provincia de Musashi se convirtió en daimio del Dominio de Obama. Tadakatsu fue uno de los principales funcionarios del shogunato que sirvió en el consejo de rōjū, y más tarde como su jefe, o Tairō. El kokudaka del dominio bajo su mandato alcanzó 123,500 koku. Tadakatsu hizo mucho para establecer la gobernanza del dominio y garantizar su fortaleza y estabilidad. Implementó un sistema de impuestos e instaló magistrados municipales (machi-bugyō) y gobernadores locales. El clan Sakai continuó gobernando Obama durante catorce generaciones durante 237 años hasta el final del período Edo.
Fue sucedido en el dominio por su cuarto hijo, Sakai Tadanao. En 1668, Tadanao redujo el dominio al crear el dominio de 10,000 koku Awa-Katsuyama a partir de los exclaves del dominio en la provincia de Awa para su sobrino. También separó el dominio de 10.000 koku Tsuruga en 1682 del territorio del dominio en la provincia de Echizen para su hijo. Después de que se le dieron otros 3000 koku a su quinto hijo Sakai Tadane, el kokudaka del dominio se redujo a 103,500 koku.

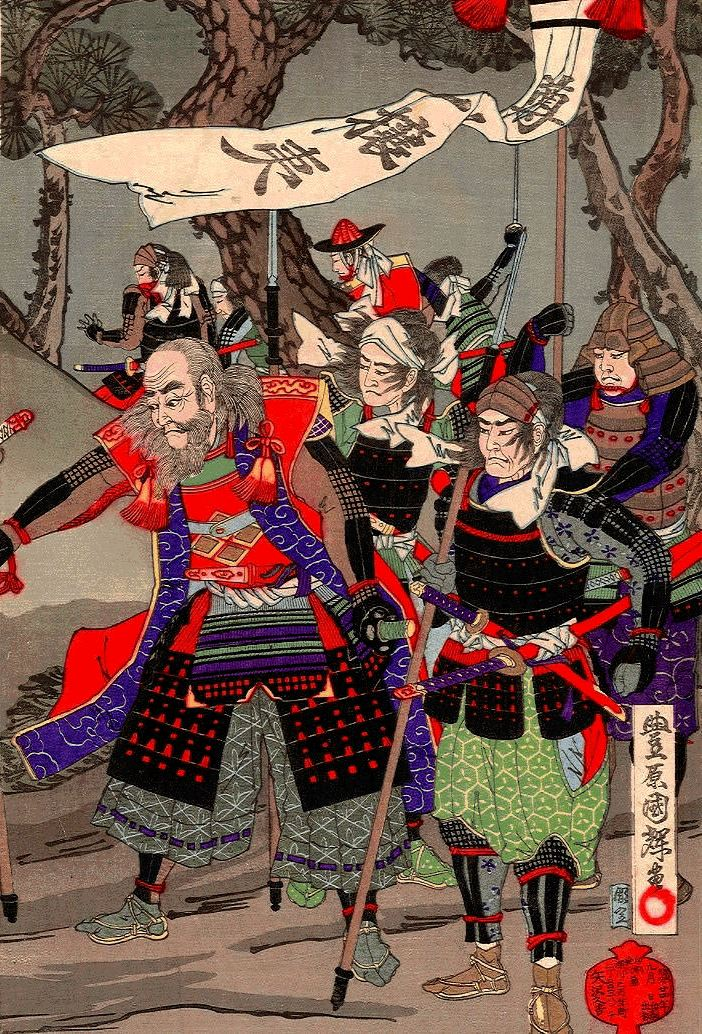
Rebelión Samurái de Mito

Bajo el Sakai, el dominio gozó de relativa paz y estabilidad. Sin embargo, una inundación devastó el dominio en 1735 y se inició la hambruna, como sucedió en muchas otras áreas en este momento. Los campesinos buscaron ayuda de su señor, pero sus gritos no fueron escuchados por mucho tiempo. En 1770, hubo una revuelta campesina. Se hicieron esfuerzos para apuntalar las finanzas del dominio y aliviar el sufrimiento de los campesinos, pero la hambruna volvió a ocurrir varias décadas después en 1836.
El séptimo Sakai Daimyo, Sakai Takamochi, ocupó varios puestos importantes dentro del shogunato Tokugawa, incluidos Osaka jōdai y Kyoto Shoshidai, y el Décimo Sakai Daimyo, Sakai Takayuki también fue Kyoto Shoshidai y un rōjū.
El duodécimo Sakai Daimyo, Sakai Tadaaki, también se desempeñó como Kyoto Shoshidai y trabajó con Ii Naosuke para implementar el Kōbu gattai entre el shogunato y la Corte Imperial y reprimir la rebelión de Mito dirigida por Takeda Kōunsai y otros partidarios pro-Sonnō jōi en Kyoto. Se retiró en 1862, pero volvió al poder con el nuevo nombre de Sakai Tadayoshi después de la derrota del shogunato en la Batalla de Toba-Fushimi en la Guerra Boshin de 1868 para liderar el dominio hacia la causa proimperial. Fue nombrado gobernador imperial de Wakasa bajo el nuevo gobierno Meiji, gobernando hasta la abolición del sistema Han en 1871.

## Posesiones en el Período Bakumatsu
A diferencia de la mayoría de los dominios fudai en el sistema han que consistía en territorios discontinuos calculados para proporcionar el kokudaka asignado, con base en encuestas catastrales periódicas y rendimientos agrícolas proyectados, el dominio de Obama controlaba toda la provincia de Wakasa, y algunas pequeñas participaciones dispersas en los vecinos Echizen y Omi.
    Provincia de Wakasa
- 122 aldeas en el distrito de Onyū
- 73 aldeas en el distrito de Ōi
- 58 aldeas en el distrito de Mikata

    Provincia Echizen
- 5 aldeas en el distrito de Nanjō
- 6 aldeas en el distrito de Imadate
- 38 aldeas en el distrito de Tsuruga

    Provincia de Ōmi
- 5 aldeas en el distrito de Takashima